# Zoodes cornutus
Zoodes cornutus är en skalbaggsart som beskrevs av Lacordaire 1869. Zoodes cornutus ingår i släktet Zoodes och familjen långhorningar. Inga underarter finns listade i Catalogue of Life.